# Paramesus major
Paramesus major är en insektsart som beskrevs av Haupt 1927. Paramesus major ingår i släktet Paramesus och familjen dvärgstritar. Inga underarter finns listade i Catalogue of Life.